# بوریسوو (باشقیرستان)
بوریسوو (به لاتین: Borisovo) یک منطقهٔ مسکونی در روسیه است که در باشقیرستان واقع شده‌است.